# Agustín de Ahumada y Villalón
Agustín de Ahumada y Villalón, marqués de las Amarillas (vers 1715, Espagne—5 février 1760, Mexico) est un officier de l'armée espagnole et vice-roi de Nouvelle-Espagne, du 10 novembre 1755 au 5 février 1760.

## Carrière Militaire
Ahumada y Villalón est un officier de l'armée espagnole qui s'illustra lors des guerres d'Italie. Il obtient le grade de lieutenant colonel des Gardes Royaux. Il est gouverneur de la ville de Barcelone lorsqu'il est nommé Vice-roi de Nouvelle-Espagne.

## Vice-roi
Il fait son entrée officielle à Mexico le 10 novembre 1755 où il prend ses fonctions de Vice-roi. Il célèbre la désignation de Notre-Dame de Guadalupe comme saint patron de la Nouvelle-Espagne, en 1756. Il tente de mettre un terme aux mœurs dissolues du clergé de Puebla, qui est impliqué dans la fabrication d'aguardiente, des maisons de jeux et la vente de charges ecclésiastiques.
Il intervient dans le procès concernant les nouveaux gisements d'argent découverts au Nuevo León, en tentant de mettre d'accord les parties. De concert avec le Gouverneur Miguel Sesma il tente de pacifier les indiens de Coahuila. Il poursuit les travaux du système de drainage de Mexico.
Il envoie de l'aide aux Philippines qui sont aux prises avec des non-chrétiens et à la Floride aux prises avec les Anglais. Les Français tentent également d'établir des implantations sur les côtes du Texas et des pirates anglais continuent de menacer les navires de commerce espagnoles et les implantations côtières des Antilles.
Plus d'un millier de Comanches se révoltent au Texas, commettant divers saccages dans les villages non-indiens. Le Vice-roi Ahumada envoie des renforts au presidio de San Sabás, près de San Antonio de Béjar, alors qu'il est assiégé par les rebelles. Le président et d'autres défenseurs espagnols sont tués, mais les renforts parviennent à mater le soulèvement.
En 1757 l'armée de Nouvelle-Espagne est composée de 2 897 hommes organisés en 15 corps comprenant 61 compagnies. Le gros des troupes est concentré à Mexico et Veracruz, de petits groupes de 7  à   100 soldats son disséminés à l'intérieur de la colonie.
Les mines les plus productives à cette période sont celles de  Bolaños, (actuel État de Jalisco), et La Voladora, (actuel État de Nuevo León). Ces dernières viennent tout juste de commencer la production.

## Un homme charitable
En 1759, le volcan Jorullo naît à Michoacán, sur l'hacienda de San Miguel del Jorullo, propriété de Andrés Pimentel. Tous les ranches et villages environnants doivent être abandonnés. Le Vice-roi fait tout son possible pour reloger les réfugiés, pour la plupart indiens. Il paie personnellement une grande part des dépenses à cette fin.
Le 10 août 1759 le roi Ferdinand VI meurt ; la reine devient régente jusqu'à la majorité de Charles III.
Le Vice-roi Ahumada y Villalón meurt à son poste, le 5 février 1760, après une longue maladie. Il est enterré en l'église de La Piedad. Par suite de ses dépenses charitables, il laisse sa famille démunie, la trésorerie paiera leur retour en Espagne.
L'Audiencia, présidée par Francisco de Echávarri, assure l'intérim jusqu'à l'arrivée du nouveau Vice-roi, Francisco Cajigal de la Vega, qui était alors gouverneur de La Havane.